# グッド・ボーイズ
『グッド・ボーイズ』（Good Boys）は、2019年のアメリカ合衆国のコメディ映画。監督はジーン・スタプニツキー、出演はジェイコブ・トレンブレイ、キース・L・ウィリアムズ、ブレイディ・ヌーンなど。思春期の入口に立った小学6年生の男の子たちがキスの仕方を知ろうと悪戦苦闘する姿を通じて少年たちの成長と冒険を描いている。

## ストーリー
12歳の少年、マックスはファースト・キスをするパーティーに招かれたが、キスの仕方を知らなかったために困惑していた。キスのお手本が欲しいマックスは親友2人（ソーとルーカス）と一緒に父親のドローン―父親からは絶対に触るなと厳命されていた―を使ってティーンエイジャーのカップルがいちゃつく姿を盗み見ようとした。ところが、本人たちの真上にドローンを飛ばして盗み見したため、当然の如く気付かれてしまった。すったもんだの末、ドローンは破壊されてしまった。マックスは「父親が帰ってくる前に同じドローンを買って元の場所に戻せば、怒られずに済むだろう」と考え、2人と一緒に学校をすっぽかしてドローンを買いに出かけることにした。
本作はそんな3人の珍道中を下ネタや際どいネタを随所に織り込みつつ描写していく。

## キャスト
※括弧内は日本語吹替声優。
- マックス: ジェイコブ・トレンブレイ（松本沙羅）
- ソー: ブレイディ・ヌーン（大平あひる）
- ルーカス: キース・L・ウィリアムズ（くわばらあきら）
- マックスの父親: ウィル・フォーテ（福田賢二）
- ハンナ: モリー・ゴードン（清水理沙）
- リリー: ミドリ・フランシス（英語版）（久野美咲）
- ベンジー: ジョシュ・カラス（徳石勝大）
- マーカス: クリスチャン・ダレル・スコット
- ルーカスの父親: リル・レル・ハウリー（宮本崇弘）
- サックス: サム・リチャードソン（英語版）
- ルーカスの母親: レッタ（英語版）（岡田恵）
- ブリクスリー: ミリー・デイヴィス（英語版）
- アッティカス: チャンス・ハーツフィールド
- ソレン: アイザック・ワン（英語版）
- ソレンの母親: ベニータ・ハ
- クロード: スティーヴン・マーチャント（落合佑介）
- セールスの女性: ミカエラ・ワトキンス
- リー　: リー・アイゼンバーグ
- その他の日本語吹き替え：鈴木咲／山田唯奈／松井暁波／佐藤里緒／夏谷美希／青山玲菜／水咲まりな／山橋正臣／岡純子／バトリ勝悟／中村達也／黒木彩加

日本語版スタッフ：演出：小山悟、翻訳：千葉真美、調整：飯野和義、制作：東北新社

## 製作
2017年8月16日、セス・ローゲンが新作R指定コメディ映画の製作に着手していると報じられた。2018年3月20日、ジェイコブ・トレンブレイが本作に出演するとの報道があった。
なお、本作の主要撮影はカナダのバンクーバーで行われた。
2018年8月1日、本作の撮影現場でキース・L・ウィリアムズ（アフリカ系）のスタンドインが顔を茶色く塗っている写真がネット上にリークされ、本作の製作サイドが批判を浴びた。スタンドインはウィリアムズと同じアフリカ系であったが、ウィリアムズより肌の色が明るかったため、茶色く塗るという処置が施されたのだという。4日、セス・ローゲンは謝罪コメントを発表した。

## 公開・マーケティング
2019年3月11日、本作はサウス・バイ・サウスウェストでプレミア上映された。同日、本作のレッドバンド・トレイラーが公開された。7月17日、予告編第2弾が公開された。
当初、本作は2020年5月22日に日本で公開される予定だったが、新型コロナウイルスの流行が拡大していることを受けて、11日、配給元のパルコは本作の公開延期を発表した。

## 興行収入
本作は『カセットテープ・ダイアリーズ』、『アングリーバード2』、『海底47m 古代マヤの死の迷宮』、『Where'd You Go, Bernadette』と同じ週に封切られ、公開初週末に1200万ドル前後を稼ぎ出すと予想されていたが、実際の数字はそれを大幅に上回るものとなった。2019年8月16日、本作は全米3204館で公開され、公開初週末に2140万ドルを稼ぎ出し、週末興行収入ランキング初登場1位となった。

## 評価
本作は批評家から好意的に評価されている。映画批評集積サイトのRotten Tomatoesには233件のレビューがあり、批評家支持率は79%、平均点は10点満点で6.51点となっている。サイト側による批評家の見解の要約は「『グッド・ボーイズ』には下品なユーモアに甘んじようとする傾向があり、それが足を引っ張っている。しかし、魅力的な俳優たちと同作に込められた思慮深いメッセージはそれでもなお輝いている。」となっている。また、Metacriticには44件のレビューがあり、加重平均値は60/100となっている。なお、本作のCinemaScoreはB+となっている。